# Nederlandse kampioenschappen schaatsen afstanden 1989 - 3000 meter vrouwen
De 3000 meter vrouwen op de Nederlandse kampioenschappen schaatsen afstanden 1989 werd gereden in januari 1989, in ijsstadion Thialf te Heerenveen. Er namen veertien schaatssters deel.
Yvonne van Gennip was titelverdedigster na haar zege tijdens de NK afstanden 1988.

## Statistieken

### Uitslag
| #      | Schaatser              | tijd    |
| ------ | ---------------------- | ------- |
| Goud   | Marieke Stam           | 4.27,56 |
| Zilver | Yvonne van Gennip      | 4.27,96 |
| Brons  | Hanneke de Vries       | 4.28,05 |
| 4      | Grietje Mulder         | 4.28,79 |
| 5      | Petra Moolhuizen       | 4.29,17 |
| 6      | Marga Preuter          | 4.34,25 |
| 7      | Ingrid Paul            | 4.34,59 |
| 8      | Henriët van der Meer   | 4.35,20 |
| 9      | Herma Meijer           | 4.36,58 |
| 10     | Jolanda Grimbergen     | 4.37,49 |
| 11     | Anja Bollaart          | 4.38,18 |
| 12     | Carla Zijlstra         | 4.42,54 |
| 13     | Janine Koudenburg      | 4.48,04 |
| 14     | Esmeralda Ossendrijver | 4.53,92 |